# Parafia Przenajświętszej Trójcy w Bielsku-Białej
Parafia pw. Przenajświętszej Trójcy w Bielsku-Białej – parafia rzymskokatolicka w Bielsku-Białej, należąca do dekanatu Bielsko-Biała I – Centrum diecezji bielsko-żywieckiej.

## Historia
Miasto Bielsko wchodziło początkowo w skład parafii św. Stanisława w Bielsku. W latach 1604–1608 został zbudowany w późnogotyckim stylu kościół św. Trójcy przez mistrza murarskiego Szymona Goegera, jako zupełnie nowa świątynia protestancka. Był pamiątką epidemii dżumy, panującej w Bielsku w 1599 roku. Pełnił rolę kościoła cmentarnego na założonym w 1550 roku cmentarzu. Przejęty został w 1654 roku przez katolików i był do roku 1958 filią kościoła św. Mikołaja. Spalony w 1659 i 1808 roku, po czym użytkowany jako miejski magazyn soli. W latach 1828–1831 został odbudowany z dodaniem wieży staraniem ówczesnego proboszcza ks. dr Mateusza Opolskiego. Po renowacji 1883 roku pełnił funkcję kościoła szkolnego.
Cmentarz od XVII w. był wspólnie użytkowany przez katolików i protestantów. W 1896 roku został zamknięty i zamieniony na plac kościelny i ogród. W tej chwili po cmentarzu nie ma już ani śladu.
W 1928 roku bielska firma R. Juttner & F. Bolek dokonała pierwszej rozbudowy świątyni, wydłużając nawę w kierunku zachodnim z dodaniem portalu i bocznej galerii. Podczas późniejszych renowacji przesunięto wieżę ze środka na koniec kościoła i dobudowano boczną nawę.
Kościół prócz swej funkcji szkolnej pełnił również od 1928 roku rolę fary garnizonowej. W 1933 roku odbyły się w nim uroczystości związane z 250. rocznicą wiktorii wiedeńskiej. Z tej okazji wmurowano w nim tablicę na cześć króla Jana III Sobieskiego, a ulicę przy której stoi kościół nazwano jego imieniem.
W 1958 roku została erygowana parafia pw. Trójcy Przenajświętszej.
W latach 80. koło kościoła zostały wybudowane salki katechetyczne, rozpoczęta też została budowa nowego probostwa, przerwana z powodów finansowych. W ostatnim czasie został kościół odnowiony: zostało zamontowane nowe tabernakulum, wymieniony system nagłaśniający i wyremontowano zawieszenie oraz system sterujący dzwonami.

## Kościół parafialny
Kościół jest budynkiem dwunawowym z dużym prezbiterium zakończonym absydą. W ołtarzu są przedstawione za pomocą płaskorzeźby wizerunki Osób Trójcy Świętej: Bóg Ojciec jako Starzec z brodą, Syn Boży jako młody mężczyzna z krzyżem siedzący na obłokach oraz Duch Święty jako unosząca się nad nimi gołębica. Poniżej znajduje się kopia figury Matki Bożej Ludźmierskiej. Na ścianach w kościele nie ma żadnych fresków ani malowideł (kościół budowali protestanci). W posadzce kościoła wmurowana jest wcześniej wspomniana płyta na pamiątkę wiktorii wiedeńskiej, na ścianach zaś wiszą tablice upamiętniające gen. Kustronia i brygadę Podhalańczyków.

## Duchowni i proboszczowie
Przed 1939 kapelanami w parafii byli Antoni Miodoński i Bronisław Nowyk.
Pierwszym proboszczem parafii został w 1958 roku śp. ks. Józef Koterla, któremu pomagał jako wikary ks. neoprezbiter Janusz Zimniak, obecny biskup bielsko-żywiecki. W 1971 roku zastąpił go zmarły w 1991 roku śp. ks. Stanisław Dyrda. Pełnił on funkcję proboszcza do roku 1984, w którym to roku urząd ten przejął ks. Andrzej Sapiński. Jego 15-letnie pasterzowanie przerwała nagła śmierć w październiku 1998 roku. Od listopada 1998 funkcję proboszcza parafii pełni ks. Józef Oleszko.